# Triphaenopsis jezoensis
Triphaenopsis jezoensis är en fjärilsart som beskrevs av Matsumura 1926. Triphaenopsis jezoensis ingår i släktet Triphaenopsis och familjen nattflyn. Inga underarter finns listade i Catalogue of Life.